# 坤儀堂
坤儀堂，台灣先天派齋堂（菜堂）之一，位於澎湖縣馬公市，主祀觀音大士。

## 沿革
坤儀堂為齋教先天派的菜堂之一，創建於民國36年（1947年）農曆十月二十，開基者為黃葉青，已歿。設有文壇（鸞筆）濟世，副祀地母菩薩、五府千歲與福德正神。

## 圖輯

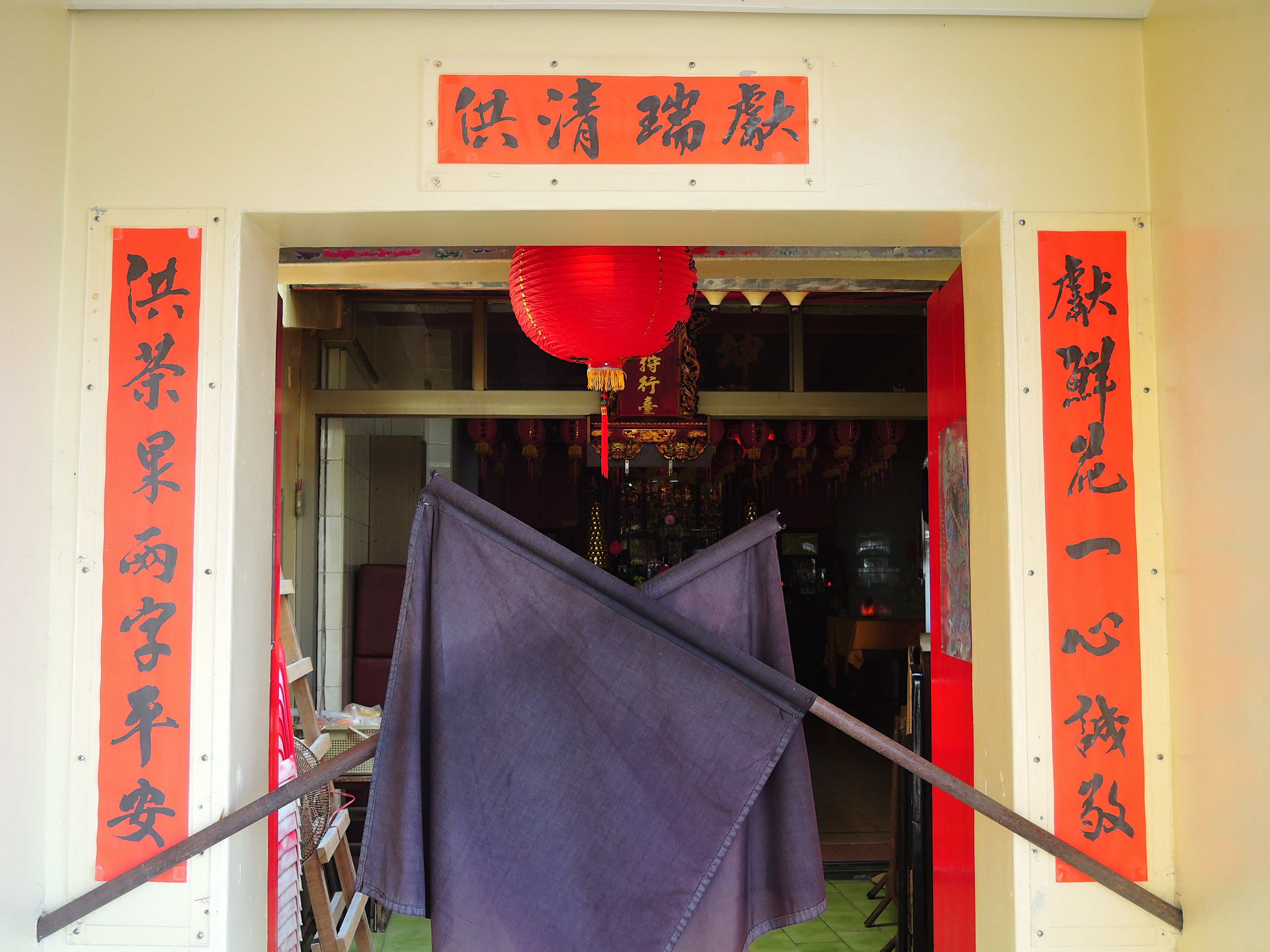
入口門聯
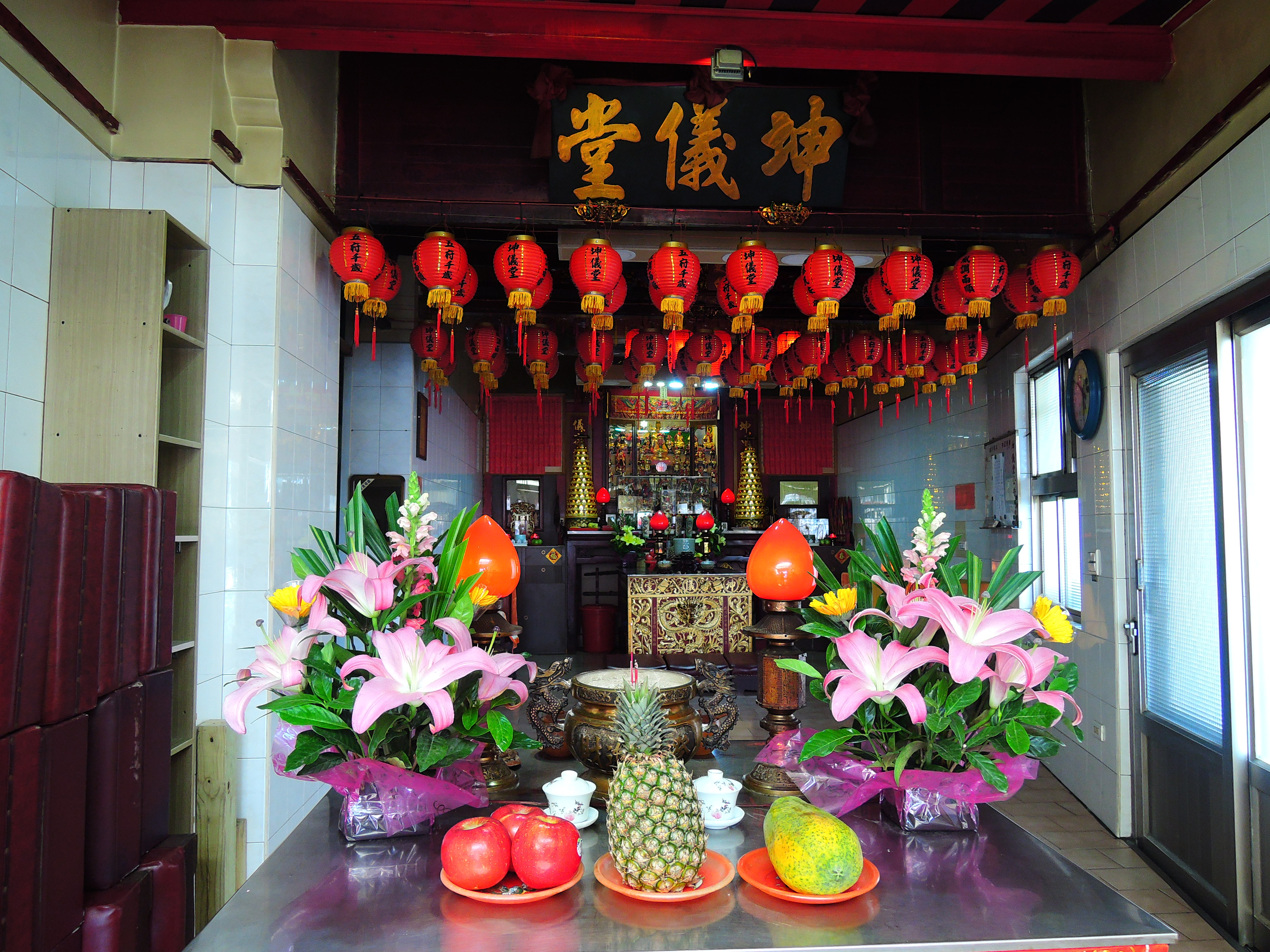
橫式堂號匾額
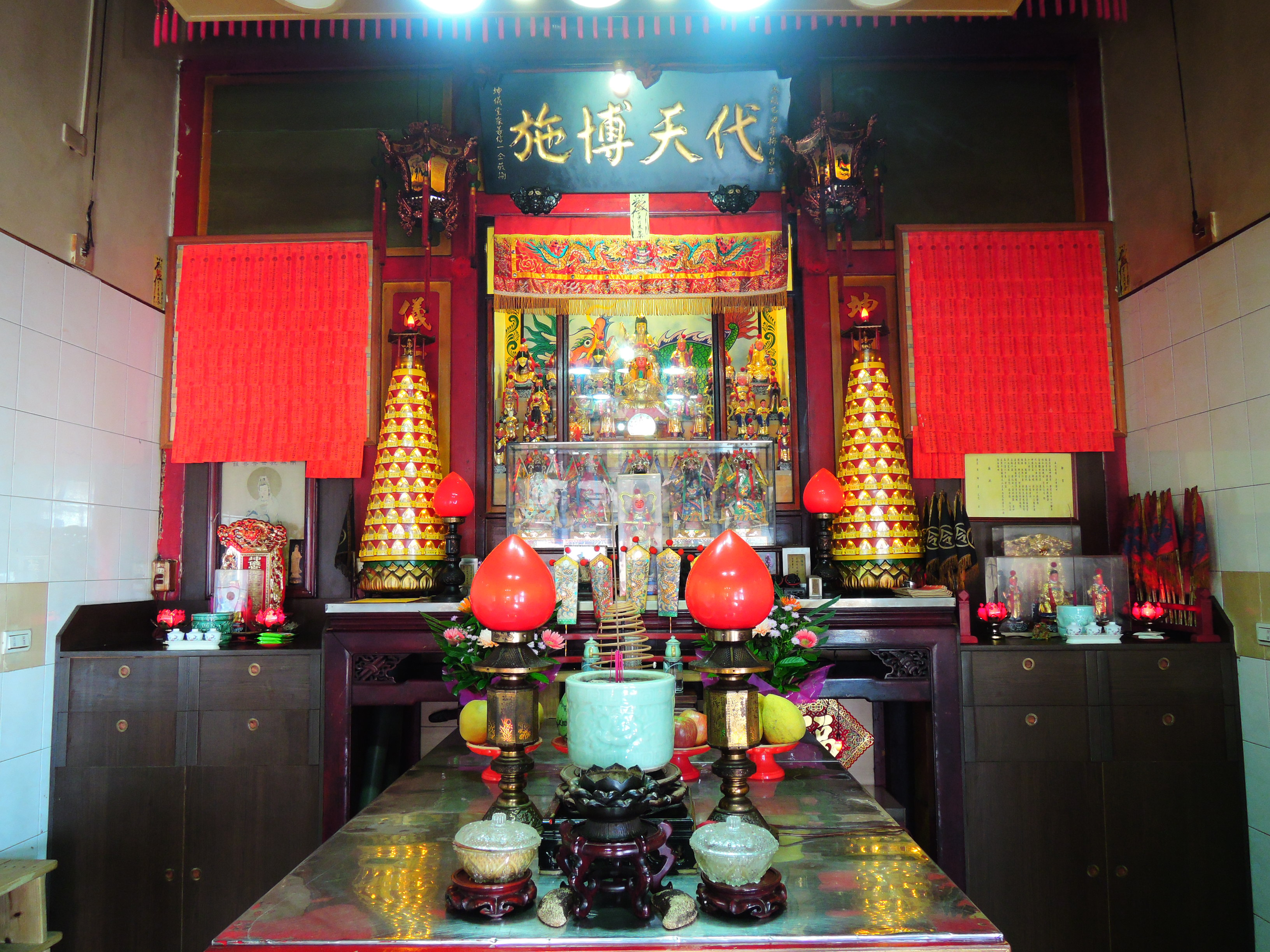
主神供桌與代天博施匾
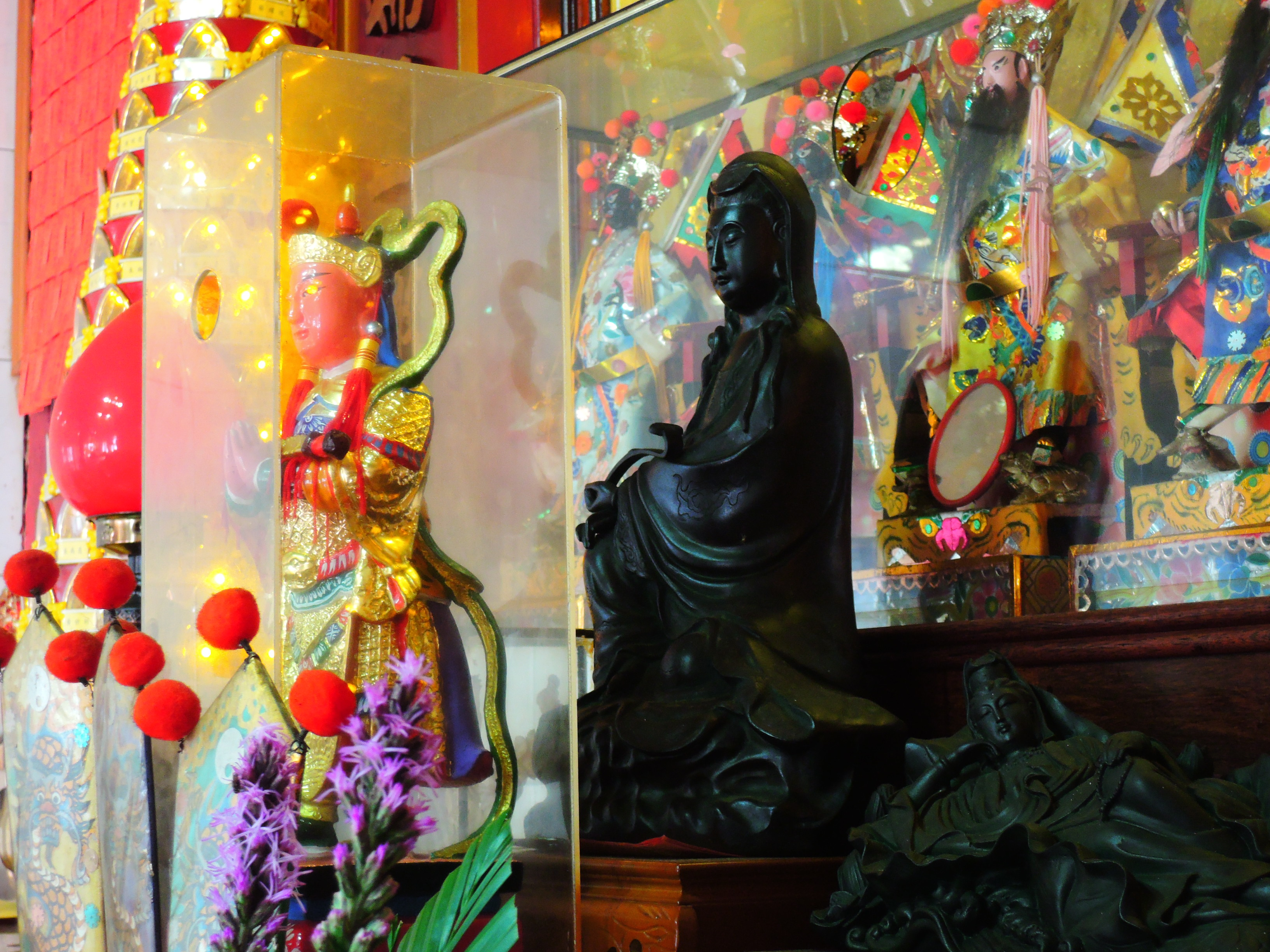
觀音大士像
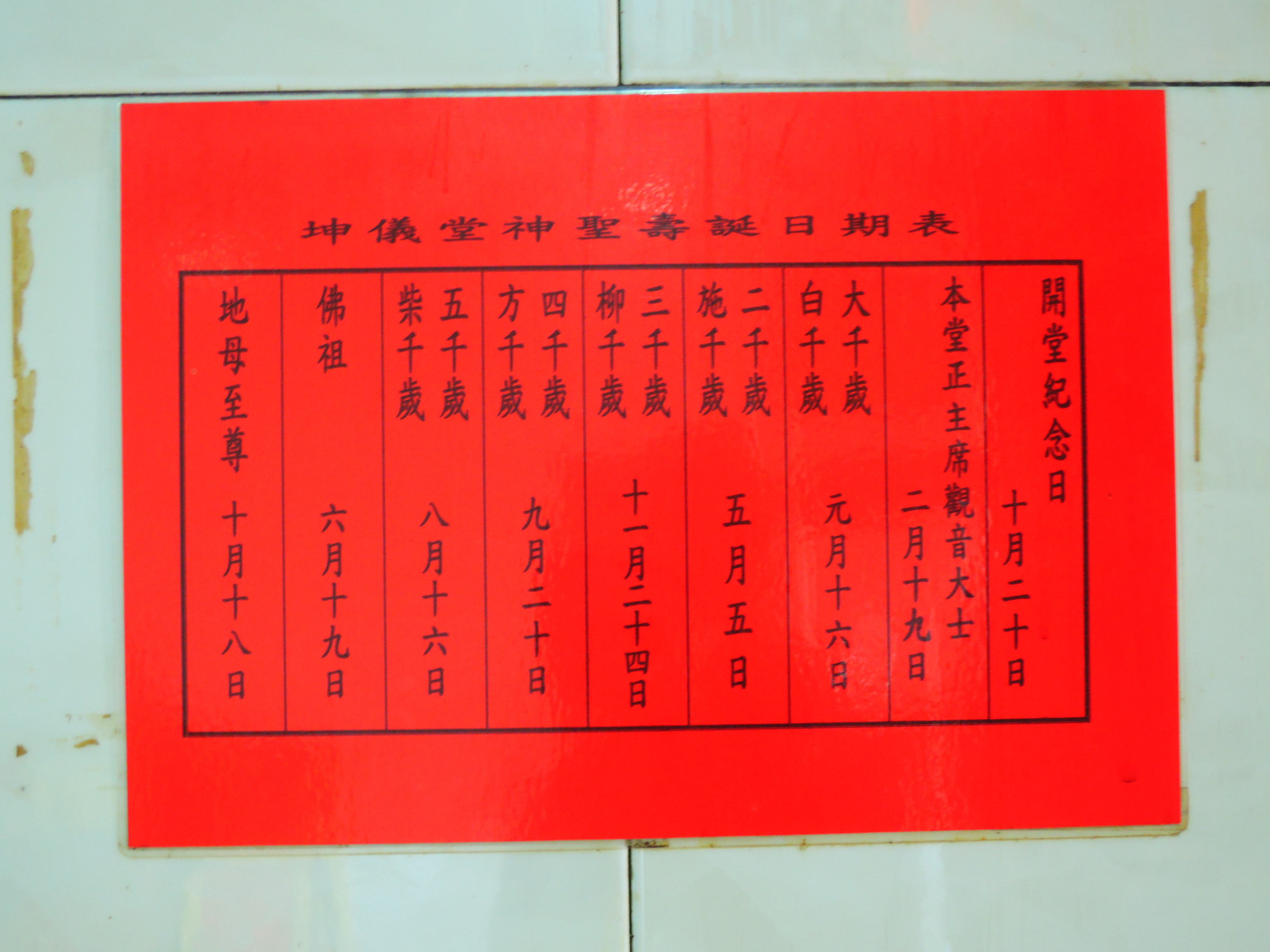
聖誕日期表